# フィリップ・ベルジュロー
フィリップ・ベルジュロー（Philippe Bergeroo 、1954年1月13日 - ）は、フランス・ピレネー＝アトランティック県・シブール出身の元フランス代表サッカー選手、サッカー指導者。

## 経歴

### 選手
1971年にFCジロンダン・ボルドーでデビュー。リール、トゥールーズFCで長くゴールマウスを守った。
フランス代表としては、1979年10月10日のアメリカ代表との親善試合で後半から交代出場し初キャップを記録した。1982 FIFAワールドカップの代表メンバーには選出されなかったが、UEFA欧州選手権1984のメンバーには選出され優勝を経験。1986 FIFAワールドカップメンバーにも選出された。
1988年に現役を引退。

### 指導者
1990年から98年までフランス代表のGKコーチとしてファビアン・バルテズらを指導し、1998 FIFAワールドカップ優勝に貢献。1999年にパリ・サンジェルマンFCの監督に就任し初采配を振った。2002年にスタッド・レンヌの監督を務めた後、世代別の監督として再びフランス代表の現場に復帰。カリム・ベンゼマやサミル・ナスリの87年組の監督に就任すると、2004年に開催されたU-17欧州選手権優勝へ導いた。
2013年、フランス女子代表の監督に就任。

## タイトル
| シーズン | チーム           | タイトル            |
| -------- | ---------------- | ------------------- |
| 1984     | フランス代表     | UEFA欧州選手権      |
| 2004     | U-17フランス代表 | UEFA U-17欧州選手権 |

## 所属クラブ

### 選手
- FCジロンダン・ボルドー 1971-1978
- リールOSC 1978-1983
- トゥールーズFC 1983-1988

### 指導者
- パリ・サンジェルマンFC 1999-2001
- スタッド・レンヌ 2002
- フランス代表世代別 2003, 2003-2004, 2007-2008, 2010-2011
- サッカーフランス女子代表 2013-